# Pliia
Pliia es una aldea del municipio de Setomaa, situado en el condado de Võru, Estonia. Según el censo de 2021, tiene una población de 10 habitantes.